# 파레스 페르자니
파레스 페르자니(아랍어: فارس الفرجاني,‎ 1997년 7월 22일~)는 튀니지의 펜싱 선수로 주 종목은 사브르이다. 올림픽에 3회 참가했으며 2024년 하계 올림픽 남자 사브르 개인전에서 은메달을 획득했다.